# Воронцовка (Воронежская область)
Воронцо́вка — село в Павловском районе Воронежской области, центр Воронцовского сельского поселения.

## География
Село расположено на реке Осередь в 25 км к северо-востоку от города Павловск и в 140 км к юго-востоку от Воронежа. Через село проходит автодорога Павловск — Бутурлиновка.

## История
Село основано украинскими переселенцами в начале XVIII в. В 1740-х гг. поступило во владение графов Воронцовых, от которых получило название.
В конце XIX — начале XX века село являлось центром Воронцовской волости Павловского уезда Воронежской губернии.
С 1928 по 1960 год Воронцовка была центром Воронцовского района Воронежской области.

## Население
| Численность жителей Воронцовки по годам |        |        |       |
| 1859                                    | 1900   | 1906   | 1925  |
| 10644                                   | ↗14808 | ↗16686 | ↘9017 |

| 1859   | 1897  | 1959  | 1979  | 2002  | 2009  | 2010  |
| ------ | ----- | ----- | ----- | ----- | ----- | ----- |
| 11 644 | ↘9541 | ↘6534 | ↘5964 | ↘5138 | ↗5228 | ↘5166 |
| 2021   |       |       |       |       |       |       |
| ↘4970  |       |       |       |       |       |       |

## Образование
- Воронцовская начальная общеобразовательная школа, ул. Советская, д. 21.
- Воронцовская СОШ, ул. Почтовая, д. 6.
- Залиманская основная общеобразовательная школа, ул. Мира, д. 80.

## Известные уроженцы и жители
- Прокопенко, Алексей Александрович — советский художник.
- Резниченко, Степан Петрович — советский военачальник, генерал-майор артиллерии.
- Синельников, Пётр Степанович — герой социалистического труда.